# クロソイド曲線

クロソイド曲線のプロット

クロソイド曲線（クロソイドきょくせん、英: clothoid curve）とは緩和曲線の一種である。「クロソイド」という名は、人間の運命の糸を紡ぐとされるギリシア神話の女神クローソーに由来するもので、イタリアの数学者エルネスト・チェザロによって名付けられた。光学分野においては、同曲線はオイラー螺旋（オイラーらせん）やコルニュ螺旋（コルニュらせん）とも呼ばれる。

## 詳細
曲率を一定割合で変化させていった場合に描かれる軌跡がクロソイド曲線である。曲率半径と始点からの曲線長をそれぞれ {\displaystyle R} と {\displaystyle L} としたとき、両者の積は一定となる。
{\displaystyle RL=A^{2}}
{\displaystyle A} は、クロソイドパラメーターと呼ばれる、長さの次元を持つ定数である。
この式において、無次元量 {\displaystyle r=R/A} および {\displaystyle l=L/A} をそれぞれ定義すると、{\displaystyle rl=1} となり、{\displaystyle r} および {\displaystyle l} の幾何学的性質から、実際の応用にはスケール因子として機能する {\displaystyle A} を調節することで足りる。これは、初等幾何学の三角形の相似のように、多くの曲線の中で極稀な相似則を有する曲線である。この相似則を利用して、直線・円弧・クロソイド曲線の複合した複雑な道路の路線設計が可能となる。
始点の座標をユークリッド空間上の原点として、{\displaystyle x} 軸を原点における接線方向に取れば、無次元化された座標 {\displaystyle (x,y)} は媒介変数 {\displaystyle {\theta }} と既に定義されている無次元化された曲線長 {\displaystyle l} を用いて次のように書き表される。
{\displaystyle x(l)={\int }_{0}^{l}{\cos }{\frac {{\theta }^{2}}{2}}d{\theta },{\quad }y(l)={\int }_{0}^{l}{\sin }{\frac {{\theta }^{2}}{2}}d{\theta }}
本式中の積分はフレネル積分として知られている。
なお、{\displaystyle 0} の曲率を有するものが直線で、そうではない有限値に曲率を固定したものが円である。

## 実用例

### 道路・線路
例えば、自動車の運転において、運転者が一定の走行速度で、ハンドルを一定の角速度で回していった場合に自動車が走行した軌跡はクロソイド曲線を描く。もし、直線の道路に円弧状の道路が直接接続されると、その地点で曲率半径の変化に不連続が生じて、自動車ならば急なハンドル操作を、自動二輪車ならば車体の急な倒し込みを、それぞれ行わなければ円周上を辿れない。すなわち、躍度の急増で、乗員や積み荷が危険に曝される。そのために、直線と円弧とを繋ぐ中間にクロソイド曲線等の緩和曲線が挿入される。この緩和曲線に沿って、運転者に取って好ましい、ハンドルを滑らかに等速回転する運転操作を行えば、自動車走行路線長の最短を通り、2次微分連続({\displaystyle C^{2}} 連続)で変曲点のない一定の曲率の線上を、回転揺れなく走行できる。つまり、クロソイド曲線とは、慣性航法の理想軌道上を走行する、消費エネルギーを最小にする経路である。既述の通り、クロソイド曲線は容易なハンドル操作のために道路等に利用されているが、クロソイド曲線の区間が短過ぎると、これも運転者に無理なそれを強いることになってしまう。安全なハンドル操作のためには、クロソイド曲線区間の走行時間が3秒以上とならなければならない。

クロソイド曲線は、ドイツの第一次世界大戦後の復興の象徴となるアウトバーン建設で、総監督を務めたフリッツ・トートによって道路線形として世界で最初に採用された。日本においては、同曲線は1952年に国道17号の三国峠付近の区間を改良する際に初めて導入された。この峠の群馬県側には記念碑『クロソイド曲線碑』が建てられている。

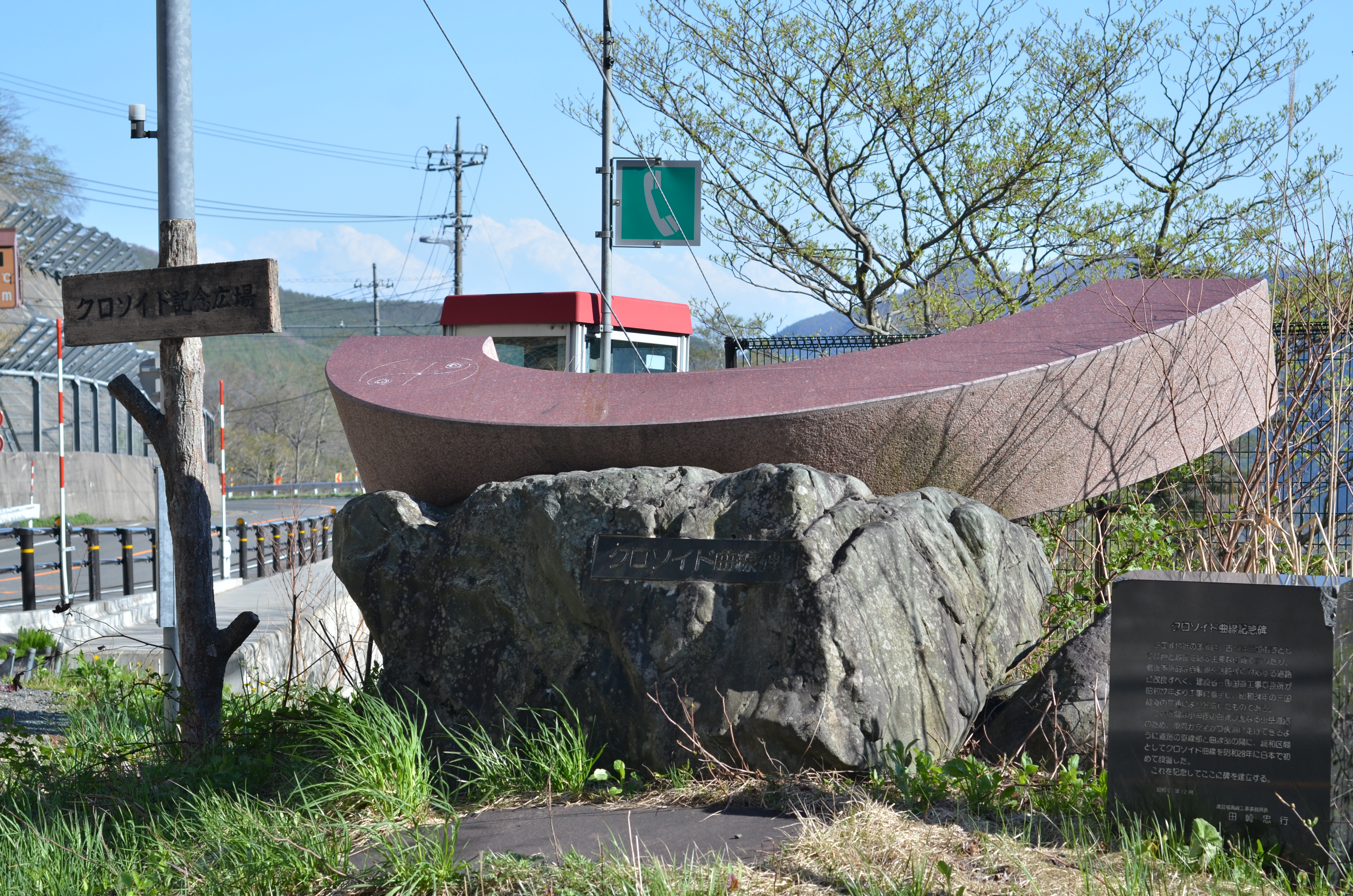
国道17号沿いに設置されたクロソイド曲線碑（2016年5月撮影）

クロソイド曲線が日本の道路に本格的に採用され始めたのは、フリッツ・トートが監督したアウトバーンの建設に従事していた経歴を持ち、世界銀行の提案が発端となって名神高速道路建設の技術顧問として来日滞在したフランツ・クサーヴァー・ドルシュによる平面線形の主要線形要素における採用が契機である。その後は、同曲線は、道路のみならず、曲率半径の小さい地下鉄等に用いられている。なお、在来線には3次放物線が、新幹線には半波長正弦逓減曲線が、それぞれ用いられている。
クロソイド曲線は、設計やシミュレーションの段階から電子計算を活用して、多用されている。
スプライン系の曲線と比較するとデータ点数と変数が大幅に少ないので、電子媒体の使用容量の増加を防いでコンピューターネットワークの負荷を大きく減少させる利点もあって、ADAS（先進運転システム）の高度化と車両の超短期開発の最前線で、各種アクティブ制御等高度化の基本関数となっている。同時に、道路のアップダウン情報の縦断勾配（設計値は放物線軌道の数式を採る）や横断勾配（カント）の摺り付け・拡幅量の摺り付け・路面凹凸三次元座標・凍結等路面状況と風速等の気象環境・渋滞状況の報知・予測データを使用した{\displaystyle {\rm {{CO}_{2}}}}排出量の削減・転覆防止等の安全運転支援・車両制御や前照灯の傾きの制御に使われている。
カーナビゲーションシステムで使用されている折線列3次元データから車載コンピューターがリアルタイムに曲率を計算してこれらの用途に利用する動向も在る。しかし、現実の道路中心線形は建設時に5cmから1mほどの製造誤差があり、しかも、直線・円弧・クロソイド曲線・放物線の複雑な組み合わせから構成されているために、車載コンピューターで逆問題を精度良く高速に解く自動計算による線形の復元において安全運転支援の目的で走行時の安定的な計算値を保証することが大変困難である。リアルタイム処理ではない事前の前処理と超高速データベースに線形データを格納するためのオーサリングが欠かせない。
かつては、クロソイド曲線を平面図に描く際には{\displaystyle X}軸の一定間隔毎に{\displaystyle Y}軸の数値を収録したクロソイド表を参照してプロットしたいくつかの点を雲形定規や専用のクロソイド定規を用いて繋ぐ等して仕上げていたが、現在はCADをはじめとした種々のソフトウェアが普及してからは容易に描けるようになった。ADAS用途のデジタル地図としては、HERE Electronic HorizonやSANEI Virtual Orbit（仮想軌道）が良く知られている。クロソイド曲線をデジタル地図の走行路データとして活用している自動車開発・検査用途のCAEソフトウェアとしては、CarSim・veDYNA・Simulink・VT2000・Adams・AVL InMotion等のように数多在る。このデジタル地図を各種の通信ネットワークから受信し、デジタル地図の走行路を前読みしてリアルタイム制御する試みも活発になりつつあることや、高速走行になるほどに変曲点および運転時のハンドルの回転揺れがないなどの有利な実用的軌道特性を持つことから、将来的には自動運転基盤地図要素としての利用が期待される。

### ローラーコースター
クロソイド曲線はローラーコースターの垂直ループ（縦方向の{\displaystyle 360}度回転）にも利用されている。これは、直線軌道からクロソイド曲線を用いずに直に円軌道へ遷移すると、その瞬間に乗員の首に強烈な負荷が掛かって外傷性頸部症候群（鞭打ち損傷）やブラックアウトが起こりうるためである。

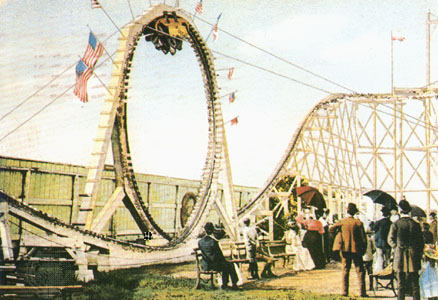
コニーアイランドのフリップフラップ

実際に、コニーアイランドにあった遊園地『シーライオンパーク』に建設された、世界で初めて垂直ループを備えたローラーコースター『フリップフラップ』では正円型のそれが採用されていた。そして、それに乗車した人が鞭打ち損傷を負った。その後1970年代にはアントン・シュワルツコフがクロソイド曲線とパイプ型レールを合わせた近代的な垂直ループ式のローラーコースターを開発し、「レボリューション」としてアメリカに初導入された。

### 機械
機械系への応用でも、このクロソイド曲線の優れた幾何学的特性をタービンブレードやカムの補間曲線に利用しようとする研究がある。